# Drentsche Golf & Country Club
De Drentsche Golf & Country Club is een golfterrein in Zeijerveen bij Assen. Golfvereniging De Drentsche heeft De Drentsche Golf & Country Club als thuisbasis.

## De baan
De 27 holes van de Drentsche Golf & Country Club zijn ontworpen door Gerard Jol, en liggen ten noorden van Assen in een natuurgebied van 240 ha. Er zijn ook 9 oefenholes. Het golfcomplex is met een grootte van 140ha de grootste van Noord Nederland. De baan ligt aan het Arboretum Assen, waar ook bomen staan uit Azië en Amerika. Onlangs is de baan vernieuwd en is het clubhuis aangepast.